# OsFree
O Projeto OsFree é um sistema operacional de código aberto baseado em torno do L4 microkernel que se destina a ter binário compatível com aplicativos desenvolvidos para OS/2 versão 4. Depois de várias tentativas na primeira década do milênio, o projeto finalmente ganhou alguma força em 2008.

## História

### Origens
Usuários e fãs do sistema operacional OS/2 haviam discutido na rede a possibilidade de criar um trabalho similar e de código aberto ao OS/2 desde que a IBM anunciou que não ofereceria uma outra versão cliente do sistema operacional em 1996, o nome mais utilizado para ele foi OS/3, mas a IBM tinha realmente uma marca de mesmo nome  que foi descontinuada em 1996, o nome então foi alterado para OsFree.

## OS/2 versão OEM code release
O objetivo do projeto é substituir todos subsistemas  OS/2 de código fechado com equivalentes em software livre, pouco a pouco consiste maily de ferramentas e utilitarios ao invés de um que ainda é encontrado no hobbes.nmsu.edu.
A lista de funções na OS/2 API as que o sistema operacional pode executar o software desenvolvido para a plataforma, para que os programadores podem reproduzir a funcionalidade de cada chamada de API do mesmo modo que a equipe do Wine usa Windows API para reproduzir a funcionalidades das chamadas Windows API.

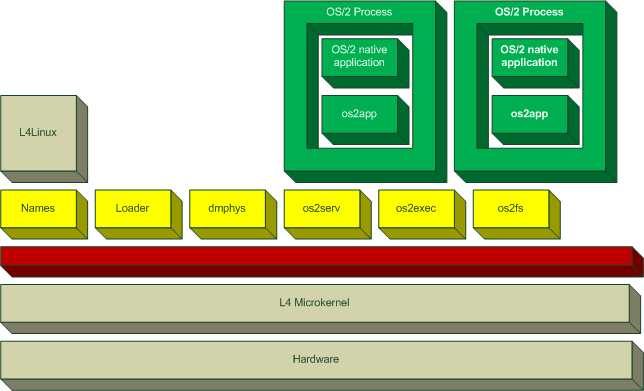
Arquitetura OsFree

### Voyager & Reactos
Voyager no entanto acabou por ser vaporware no final 
uma pesquisa foi realizada em 2005, quanto à escolha do kernel foi ReactOS,
iniciando as primeiras versões em 2005  usando o kernel L4, mas naquela época ainda era uma substituição do módulo.

## Adaptação do kernel L4
A escolha do kernel foi um erro, e
mas o OS/2 para PowerPC baseado em uma variante do microkernel MACH que IBM e Digital Equipment Corporation tinham desenvolvido em conjunto , o trabalho havia começado em direção para o kernel L4 no início de 2007 
especificamente a variante L4 Linux, 
assumindo o controle no início de 2009 do projeto freePM ,
provavelmente será sempre uma pequena porção.
bit.